# Tarasivka, Obuhiv
Tarasivka (în ucraineană Тарасівка) este un sat în comuna Stari Bezradîci din raionul Obuhiv, regiunea Kiev, Ucraina.

## Demografie
Componența lingvistică a localității Tarasivka
     Ucraineană (97,42%)
     Rusă (2,58%)
Conform recensământului din 2001, majoritatea populației localității Tarasivka era vorbitoare de ucraineană (97,42%), existând în minoritate și vorbitori de rusă (2,58%).